# Парикмахерская 3
«Парикмахерская 3» (англ. Barbershop: The Next Cut) — американская драматическая комедия Малкольма Д. Ли 2016 года. Третий фильм в серии фильмов «Парикмахерская».

## Сюжет
Келвин по-прежнему управляет парикмахерской, в которой теперь появился и женский зал. Женщины и мужчины целыми днями обсуждают взаимоотношения полов либо политику, например расизм. В последнее время в этом районе Чикаго, в котором расположена парикмахерская, ухудшилась обстановка. На улицах орудуют уличные банды, слышна стрельба и частенько кого-то убивают. Городские власти даже подумывают обнести этот район стеной, чтобы преступность не перекидывалась в другие части города. Келвин в тайне ото всех подумывает о том, чтобы переехать и перенести парикмахерскую в более благополучную часть города, поскольку не хочет, чтобы его сын рос в таком месте.
Однажды у Джалена, сына Келвина, и Кенни, сына Рашада, случаются неприятности в школе, они влезают в драку с членами банд. Келвин поначалу полагает, что негативное влияние на его сына оказывает сын Рашада, так как он видел, как Кенни воровал шоколадки. Келвин теперь хочет, чтобы Джален и Кенни меньше общались. У самого Рашада попутно начинается недопонимание с женой, так как та думает, что он пытается завязать отношения с парикмахершей Дрейей.
Работники парикмахерской решают попробовать устроить перемирие в своём районе. Они приводят в парикмахерскую в одно и тоже время Джея и Маркиза, членов разных банд, и берут с них обещание не стрелять хотя бы два выходных дня. Те соглашаются из уважения к Келвину. Со своей стороны парикмахеры будут все выходные стричь бесплатно, и раздавать еду всем желающим. Акцию рекламируют в твиттере, и парикмахерскую даже посещает знаменитость в лице баскетболиста Энтони Дэвиса. Однако приезжает полиция, чтобы сообщить, что парня, который подрабатывал в этой парикмахерской, застрелили сегодня на выходе из библиотеки. Опустошённый Келвин теряет надежду на мир в районе и отправляется в бар. Его утешает Эдди, который уверяет, что их акция не была напрасной.
В парикмахерскую прибегает взволнованный Кенни, который рассказывает, что прямо сейчас Джален собирается вступить в банду. Келвин срочно отправляется спасать сына, но, приехав на место, обнаруживает, что юные бандиты уехали, не взяв с собой его сына. Джален отказался становиться членом банды.
Проходит некоторое время и парикмахерскую собственной персоной посещает президент Барак Обама.

## В ролях
- Айс Кьюб — Келвин Палмер
- Седрик «Развлекатель» — Эдди
- Реджина Холл — Энджи
- Шон Патрик Томас — Джимми Джеймс
- Ив — Терри
- Энтони Андерсон — Джей Ди
- Жасмин Льюис — Дженнифер Палмер
- Джей Би Смув — Уан-Стоп
- Common — Рашад
- Ники Минаж — Дрейя
- Ламорн Моррис — Джеррод
- Уткарш Амбудкар — Раджа
- Марго Бингем — Бри
- Дион Коул — Данте
- Трой Гэрити — Исаак
- Майкл Рейни мл. — Джален Палмер
- Диалло Томпсон — Кенни
- Tyga — Ямми
- Джамал Вулард — Маркиз
- Ренелл Гиббс — Джей
- Энтони Дэвис — играет себя
- Регги Браун — Барак Обама

## Производство
26 марта 2014 года Deadline Hollywood сообщили, что MGM ведет переговоры с Айс Кьюбом о создании третьего фильма серии. 19 февраля 2015 года стало известно, что на роль режиссёра планируется Малкольм Д. Ли. 25 марта 2015 года стало известно, что студия New Line Cinema подписала контракт с MGM на создание фильма. Основные съёмки начались в Атланте, штат Джорджия 11 мая 2015 года.

## Приём
Фильм вышел 15 апреля 2016 года параллельно с «Книгой джунглей» и «Преступником». В конечном итоге фильм собрал в прокате порядка $55 млн при бюджете в $20 млн. Первый фильм в своё время собрал в домашнем прокате $75 млн, второй — $65 млн.
Отзывы на фильм были в целом благоприятными. На Rotten Tomatoes рейтинг «свежести» фильма составляет 90 %. Консенсус критиков сайта гласит: «Искренняя, заставляющая задуматься и, прежде всего, забавная „Парикмахерская 3“ — редкое запоздалое продолжение, которое более чем соответствует стандартам, установленным его предшественниками». На сайте Metacritic у фильма 67 баллов из 100. Зрители, опрошенные CinemaScore, поставили фильму среднюю оценку «A-» по шкале от A+ до F, а согласно опросам PostTrak, 63 % рекомендуют фильм.

## Саундтрек
Саундтрек был выпущен в цифровом виде лейблом Atlantic Records 8 апреля 2016 года.
| №                   | Название                                  | Исполнитель            | Длительность |
| ------------------- | ----------------------------------------- | ---------------------- | ------------ |
| 1.                  | «Real People»                             | Ice Cube & Common      | 2:37         |
| 2.                  | «Good as Hell»                            | Lizzo                  | 2:38         |
| 3.                  | «Working Class Heroes (Work)»             | CeeLo Green            | 2:58         |
| 4.                  | «Everything Is»                           | Gabriel Garzón-Montano | 4:15         |
| 5.                  | «It’s Just Begun»                         | Jimmy Castor Bunch     | 3:32         |
| 6.                  | «Let Go»                                  | Lalah Hathaway         | 4:06         |
| 7.                  | «Hold On»                                 | Kem                    | 4:11         |
| 8.                  | «September»                               | Earth, Wind & Fire     | 3:38         |
| 9.                  | «Set Me Free»                             | Leela James            | 3:46         |
| 10.                 | «Respect Yourself»                        | The Staple Singers     | 3:33         |
| 11.                 | «Turn Up»                                 | The Heavy              | 3:28         |
| 12.                 | «People Get Up and Drive Your Funky Soul» | James Brown            | 9:05         |
| 13.                 | «Never Too Much»                          | Luther Vandross        | 3:51         |
| 14.                 | «Future Is Mine»                          | DJ Cassidy & Chromeo   | 4:22         |
| 15.                 | «Move On Up»                              | Curtis Mayfield        | 8:56         |
| 16.                 | «Eyes of a Child»                         | Aloe Blacc             | 6:13         |
| Общая длительность: | Общая длительность:                       | Общая длительность:    | 71:09        |